# Enjoy Yourself (The Jacksons)
Enjoy Yourself è una canzone interpretata dal gruppo musicale statunitense The Jacksons scritta da Kenneth Gamble e Leon Huff ed estratta il 29 ottobre 1976 come primo singolo dall'album The Jacksons, primo album pubblicato dai fratelli Jackson per la Epic Records.

## Descrizione
Enjoy Yourself è una canzone mid-tempo in cui Michael Jackson mette in mostra il suo tenore sotto un pulsante ritmo funk. Jackie Jackson ha una parte da co-protagonista durante la canzone, duettando insieme al fratello. La canzone è scritta dal punto di vista di un giovane, che cerca di convincere una ragazza timida ad una festa a lasciarsi alle spalle le sue preoccupazioni e a lasciarsi andare e divertirsi con lui sulla pista da ballo. Fu il primo singolo estratto dai fratelli Jackson sotto il loro nuovo nome "The Jacksons" e il primo estratto dall'omonimo album, dopo che i fratelli avevano abbandonato la Motown per firmare per la Epic Records in cerca di maggiore libertà artistica, fu inoltre la loro prima canzone pubblicata assieme al fratello Randy Jackson e senza Jermaine Jackson, rimasto con la precedente casa discografica.

## Accoglienza
La canzone raggiunse il 6º posto nella classifica generale di Billboard e il 2º posto nella classifica dei singoli Soul. Fu il primo singolo dei fratelli a venire certificato con un disco d'oro e, in seguito, con un disco di platino dalla RIAA, dato che la loro precedente etichetta, la Motown, non concedeva a tale società di certificare i loro album e singoli.
Jason Elias di AllMusic la descrisse come una canzone che «ha catturato perfettamente la tarda adolescenza di Michael Jackson, con i suoi nuovi tic vocali e inflessioni».

## Tracce

### Singolo 7" Stati Uniti[6]
1. Enjoy Yourself – 3:24 (Kenneth Gamble, Leon Huff)
2. Style of Life – 3:21 (Tito Jackson, Michael Jackson)

## Formazione
- Michael Jackson - voce principale, cori
- Jackie Jackson - seconda voce, cori
- Tito Jackson - chitarra e cori
- Randy Jackson - conga, cori
- Marlon Jackson - cori

## Classifiche
| Classifiche (1976-1977)          | Posizione raggiunta |
| -------------------------------- | ------------------- |
| Classifica generale di Billboard | 6                   |
| Classifica Soul                  | 2                   |